# Ichneutica lindsayi
Ichneutica lindsayi là một loài bướm đêm trong họ Noctuidae.